# Wang Jüe
Wang Jüe (čínsky 王玥; 12. března 1987, Tchaj-jüan, Šan-si) je čínský šachový mezinárodní velmistr.
Wang Jüe se narodil 12. března roku 1987 v čínském městě Tchaj-jüan. Šachy se naučil hrát již ve čtyřech letech a brzy potvrdil svou šachovou zdatnost, když roku 1998 vyhrál mistrovství světa juniorů do dvanácti let.
Titul mezinárodního mistra získal již v šestnácti letech v roce 2003 a šachovým velmistrem se stal roku 2004 jako sedmnáctiletý.
Roku 2007 vybojoval druhé místo na Aeroflot Festivalu a první místo na turnaji Cappelle la Grande. V říjnu roku 2007 se stal prvním čínským hráčem, který překročil hranici 2700 ELO bodů.
Roku 2008 vyhrál společně s Magnusem Carlsenem a Vugarem Gašimovem superturnaj Baku Grand Prix s výsledkem +3 =10 -0.
Roku 2009 byl na superturnaji v Linares šestý a na superturnaji Pearl Spring Chess Tournament třetí za Magnusem Carlsenem a Veselinem Topalovem.
Svou zemi Wang Jüe reprezentoval v letech 2004 až 2008 třikrát na šachových olympiádách. Na 37. šachové olympiádě v Turíně roku 2006 uhrál 10 bodů z dvanácti možných, byl celkově druhým nejúspěšnějším hráčem a pomohl tak Číně získat druhé místo.